# Huracán FC
Huracán Football Club – urugwajski klub piłkarski założony 1 sierpnia 1954, z siedzibą w mieście Montevideo, obecnie występuje w Primera División Amateur.

## Historia
Huracán Football Club powstał 1 sierpnia 1954 w wyniku fuzji dwóch zespołów – Club Atlético Charrúa i La Esquinita Football Club – których zawodnikami byli głównie młodzi studenci. Nazwa drużyny wywodzi się od innego klubu Huracán, który występował w lidze urugwajskiej w latach 20. XX wieku, natomiast barwy pochodzą od ekipy Club Nacional de Football, którego kibicami byli założyciele zespołu. Siedziba Huracánu znajduje się w jednej z dzielnic miasta Montevideo o nazwie Paso de la Arena, w związku z czym klub jest często określany jako Huracán del Paso de la Arena.
Huracán początkowo występował w lokalnych ligach amatorskich, natomiast status profesjonalny zyskał w 1962 roku po dołączeniu do Asociación Uruguaya de Fútbol. W 1978 roku wygrał czwartą ligę, awansując na trzeci szczebel rozgrywek, natomiast w 1984 roku po raz pierwszy przystąpił do rywalizacji w drugiej lidze, w której występował przez najbliższe kilka sezonów. W późniejszym czasie Huracán spadł z powrotem do trzeciej ligi, jednak na zaplecze najwyższej klasy rozgrywkowej powrócił już w 1990 roku. W sezonie 1991 zespół był bliski awansu do Primera División, jednak w decydującym meczu u siebie przegrał 0:4 z Liverpoolem, co przy równoczesnym zwycięstwie River Plate nad Orientalem pozbawiło Huracán historycznego sukcesu. Niebawem drużyna ponownie spadła do trzeciej ligi.
W 2000 roku klub Huracán połączył się z zespołami Salus FC i Villa Teresa, tworząc nową ekipę o nazwie Alianza FC, która przez cztery najbliższe lata występowała w drugiej lidze. W 2005 roku Alianza rozpadła się i Villa Teresa, Salus i Huracán powróciły do poprzedniej postaci. W 2010 roku po zwycięstwie w rozgrywkach trzeciej ligi Huracán po raz kolejny awansował do Segunda División. W maju 2011 klub po raz kolejny wszedł w fuzję, tym razem z ekipą Club Atlético Torque i stworzył nowy zespół o nazwie Huracán Torque. Nigdy jednak nie wystąpił pod tą nazwą w oficjalnym meczu, gdyż już trzy miesiące później Huracán i Torque na powrót się rozdzieliły.